# Grits Sandwiches for Breakfast
Grits Sandwiches for Breakfast — дебютный студийный альбом американского музыканта Кид Рока. Выпущен 30 декабря 1990 года на лейбле Jive Records. Синглом вышла композиция «Yo-Da-Lin In the Valley». Диск был переиздан в 2000 году на лейбле Atlantic Records.

## Список композиций
1. «Yo-Da-Lin in the Valley» — 4:18
2. «Genuine Article» — 4:42
3. «Cramp Ya Style» — 4:19
4. «New York’s Not My Home» — 4:27
5. «Super Rhyme Maker» — 3:37
6. «With a One-Two» — 3:38
7. «Wax the Booty» — 5:20
8. «Pimp of the Nation» — 5:10
9. «Abdul Jabar Cut» — 4:29
10. «Step in Stride» — 3:24
11. «The Upside» — 5:06
12. «Style of X-Pression» — 4:20
13. «Trippin' Over a Rock» — 3:11

## Персонал
- Кид Рок — вокал, продюсер (1-4, 6, 9-10, 12-13), микширование (tracks: 1-2, 4-13)
- Роз Дэвис — вокал (11)
- Дуг Дуг — разговор (9)
- Патриция Халлиган — guitar (tracks: 4, 6, 9)
- Дэвид Юрайт — keyboards (track 11)
- Кинан Фостер — keyboards programming (track 7)
- Джо Мендельсон — programming (track 3)
- Todd Anthony Shaw — producer (tracks: 5, 7)
- The Dice Sound — producer (tracks: 8, 11)
- The Blackman — co-producer (track 1)
- Mike E. Clark — co-producer (track 1)
- Barbera Aimes — mixing (tracks: 1, 8, 13), engineering
- Walter C. Griggs — mixing (track 2)
- Derrick Jones — mixing (tracks: 3, 12)
- Dwayne Sumal — mixing (track 11), engineering
- Al Eaton — engineering
- Anthony Saunders — engineering
- Chris Floberg — engineering
- Eric Gast — engineering
- Sherman Foote — engineering
- Tim Latham — engineering
- Tom Vercillo — engineering
- Tom Coyne — mastering
- Todd James — artwork
- Michael Benabib — photography